# Alandur
Alandur é uma cidade e um município no distrito de Kancheepuram, no estado indiano de Tamil Nadu.

## Geografia
Alandur está localizada a 13° 02′ N, 80° 13′ L. Tem uma altitude média de 12 metros (39 pés).

## Demografia
Segundo o censo de 2001,  Alandur  tinha uma população de 146,154 habitantes. Os indivíduos do sexo masculino constituem 51% da população e os do sexo feminino 49%. Alandur tem uma taxa de literacia de 84%, superior à média nacional de 59.5%; com 53% para o sexo masculino e 47% para o sexo feminino; tem 10% da população abaixo dos 6 anos de idade.